# Muntanyes Naga
Les muntanyes Naga (Naga Hills) fou el nom donat a la zona muntanyosa que forma actualment el Nagaland i algunes zones de l'estat Xin de Birmània, en oposició a la plana d'Assam. Aquestos territoris van formar un districte entre 1866 i 1963. Vegeu Districte de Naga Hills.
La serralada de Barail entrava al territori des de l'oest i el pic Japvo al sud de Kohima arribava a més tres mil metres i aquí la serralada es trobava amb una prolongació de les Arakan Yoma; llavors les muntanyes principals anaven en direcció nord-nord-est formant una gran "L" invertida formant les dues branques un angle obtús en lloc de recte, amb petites derivacions muntanyoses a est i oest. El riu principal era el Doiang; el Dikho també tenia certa importància; rius menors eren el Tizu (afluent del Lanier), el Jhanzi i el Disai.